# برادرز (فرابر)
د برادرز ( (به انگلیسی: The Brothers (ferry)) یک کشتی بود که طول آن ۲۰٫۶۶ متر (۶۷ فوت ۹ اینچ) بود. این کشتی در سال ۱۸۴۷ ساخته شد.